# Rolbing
Rolbing är en kommun i departementet Moselle i regionen Grand Est (tidigare regionen Lorraine) i nordöstra Frankrike. Kommunen ligger i kantonen Volmunster som tillhör arrondissementet Sarreguemines. År 2022 hade Rolbing 259 invånare.

## Befolkningsutveckling
Antalet invånare i kommunen Rolbing
| Referens: INSEE |